# Joe Lee Wilson
Joe Lee Wilson (Bristow (Oklahoma), 22 de diciembre de 1935 - Brighton, 17 de julio de 2011) fue un cantante estadounidense de jazz. 
Poseedor de una voz de barítono, en la estela de Billy Eckstine, su estilo estaba influido por el blues y el góspel que escuchó en su lugar de origen.

## Fuente
- Peter Keepnews, «Joe Lee Wilson, a Leader of ’70s Loft-Jazz Movement, Dies at 75», nytimes.com, 22-7-2011.

- Datos: Q524645